# Deutscher Volleyball-Verband
Der Deutsche Volleyball-Verband e. V. (DVV) ist die Spitzenorganisation des Volleyballsports in der Bundesrepublik Deutschland. Zu den Aufgaben gehören die Betreuung der deutschen Nationalmannschaften, die Organisation des DVV-Pokals, die Förderung des Volleyballs in Deutschland und die Präsentation in den Medien. Der DVV ist Mitglied des Internationalen Volleyball-Verbandes (FIVB), des Europäischen Volleyball-Verbandes (CEV) und des Deutschen Olympischen Sportbundes (DOSB).

## Aufgaben
Der DVV organisiert und fördert die Sportarten Volleyball, Beachvolleyball und Snowvolleyball in Deutschland. Dazu gehört der Spitzensport ebenso wie der Breiten- und Freizeitsport. Der Verband sorgt für einen ordnungsgemäßen Ablauf der Wettbewerbe in seinem Zuständigkeitsbereich und sanktioniert Verstöße seiner Mitglieder gegen Satzung und Ordnungen. Dazu zählt auch der Kampf gegen Doping.
Die Deutsche Volleyball-Bundesliga (VBL) ist als Mitglied des DVV für die Durchführung der ersten und zweiten Bundesliga zuständig. In den ersten Ligen der Männer und Frauen wird der deutsche Meister ermittelt. Als zweiten nationalen Wettbewerb führt der Verband den DVV-Pokal als nationalen Pokalwettbewerb durch. Unterhalb der ersten und zweiten Bundesliga organisiert der DVV die viergleisige Dritte Liga sowie die achtgleisige Regionalliga. Siebzehn Landesverbände sind für die Spielklassen unterhalb der Regionalliga zuständig.
Neben den Europapokal-Teilnehmern vertreten die deutschen Nationalmannschaften der Männer und Frauen den DVV international. Der Verband organisiert die Länderspiele und agiert bei Heimspielen als Gastgeber. Gegenüber den internationalen Verbänden FIVB und CEV und beim DOSB vertritt der DVV die Interessen der deutschen Volleyballer.
Neben dem Hallen-Volleyball ist der DVV auch für den Beachvolleyball zuständig. Der Verband kümmert sich um die Interessen der Spieler und Trainer. Außerdem führt er internationale Turniere in Deutschland und die alljährliche deutsche Meisterschaft durch.

## Struktur
Das oberste Gremium des DVV ist der Vorstand, an deren Spitze Präsident Markus Dieckmann steht. Weitere Mitglieder sind die Vizepräsidenten Julius Brink, Matthias Hach und Katharina Dierlamm sowie Janine Stanelle (Deutsche Volleyball-Jugend), Lukas Kampa (Athletensprecher) und Daniel Sattler (Volleyball-Bundesliga). Die weitere Arbeit wird in acht Ausschüssen organisiert, die von Präsidiumsmitgliedern geleitet werden.
Neben der VBL gehören dem DVV noch siebzehn Landesverbände an, wobei Baden-Württemberg in drei Landesverbände aufgeteilt ist und Bremen/Niedersachsen sich zum 1. Januar 2016 zum Nordwestdeutschen Volleyball-Verband zusammengeschlossen haben. Die Aufgaben und Regeln des DVV sind in der Satzung und diversen Ordnungen, darunter mehrere Spielordnungen für die unterschiedlichen Wettbewerbe, geregelt. Rechtliche Fragen innerhalb des deutschen Volleyballs werden vom Verbandsgericht geklärt. Für die Vermarktung hatte der DVV außerdem die Deutsche Volleyball Sport GmbH gegründet, die 2022 aufgrund Insolvenz liquidiert wurde.

### Landesverbände
| Bundesland             | Verband                                     | Kürzel |
| Baden-Württemberg      | Volleyball-Landesverband Württemberg        | VLW    |
| Baden-Württemberg      | Nordbadischer Volleyball-Verband            | NVV    |
| Baden-Württemberg      | Südbadischer Volleyball-Verband             | SBVV   |
| Bayern                 | Bayerischer Volleyball-Verband              | BVV    |
| Berlin                 | Volleyball-Verband Berlin                   | VVB    |
| Brandenburg            | Brandenburgischer Volleyball Verband        | BVV    |
| Hamburg                | Hamburger Volleyball-Verband                | HVbV   |
| Hessen                 | Hessischer Volleyball-Verband               | HVV    |
| Mecklenburg-Vorpommern | Volleyballverband Mecklenburg-Vorpommern    | VMV    |
| Bremen Niedersachsen   | Nordwestdeutscher Volleyball-Verband        | NWVV   |
| Nordrhein-Westfalen    | Westdeutscher Volleyball-Verband            | WVV    |
| Rheinland-Pfalz        | Volleyball-Verband Rheinland-Pfalz          | VVRP   |
| Saarland               | Saarländischer Volleyball-Verband           | SVV    |
| Sachsen                | Sächsischer Sportverband Volleyball         | SSVB   |
| Sachsen-Anhalt         | Volleyball-Verband Sachsen-Anhalt           | VVSA   |
| Schleswig-Holstein     | Schleswig-Holsteinischer Volleyball-Verband | SHVV   |
| Thüringen              | Thüringer Volleyballverband                 | TVV    |

### Ausschüsse
Mit dem Anti-Doping-Ausschuss verpflichtet sich der DVV als Mitglied des DOSB, Doping zu verbieten, die Einnahme entsprechender Substanzen zu sanktionieren und präventiv tätig zu werden. Dabei arbeitet er mit der NADA zusammen. Neben dem Vorsitzenden Erhard Rubert gehören zwei Athletenvertreter, darunter Antonius Kass, und ein weiterer Mediziner diesem Ausschuss an. Die Position des Anti-Doping-Beauftragten ist aktuell (Stand Juli 2024) unbesetzt.
Der Beach-Volleyball-Ausschuss regelt die Turniere der deutschen Meisterschaft, der German Beach Tour sowie internationale Beachvolleyball-Veranstaltungen in Deutschland. Außerdem kümmert er sich speziell um die Nationalteams im Beachvolleyball. Der Vorsitzende ist Dirk Heitmann, die Spieler werden durch Chenoa Christ und Jonas Reinhardt vertreten.
Der Bundesausschuss Sportentwicklung kümmert sich um alle Spieler, die Volleyball oder Beachvolleyball nicht auf professionellem Niveau betreiben. Er unterstützt Freizeitturniere und andere Veranstaltungen für Hobbyspieler.
Der Jugendausschuss unter dem Vorsitz von Andreas Burkard fördert den Nachwuchs im deutschen Volleyball und organisiert die Wettbewerbe für die jungen Spieler.
Der Lehrausschuss ist neben der Konferenz der Landeslehrwarte für das Lehrwesen und die Umsetzung der Lehrordnung zuständig. Dazu zählt die Ausbildung der Trainer mit anschließender Prüfung und Lizenzvergabe in Zusammenarbeit mit der Trainerakademie. Außerdem veröffentlicht der Lehrausschuss, den Ralph Bösling leitet, Materialien für die Aus- und Fortbildung.
Der Materialprüfungsausschuss untersucht Artikel, die von diversen Herstellern für den Volleyballsport angeboten werden und vergibt bei entsprechender Qualität diverse Prüfzeichen. Vorsitzender ist Thomas Petigk.
Der Bundesschiedsrichterausschuss koordiniert die Schiedsrichter in den nationalen Wettbewerben des Hallen- und Beachvolleyballs. Durch die Aus- und Fortbildung der Unparteiischen und der Kommunikation der aktuellen Spielregeln sorgt der von André Jungen geleitete Ausschuss für einen ordnungsgemäßen Ablauf der Wettbewerbe.
Der Bundesspielausschuss setzt die Bestimmungen der Bundesspielordnung um. Diese regelt unter anderem die Zulassung von Vereinen und Spielern zu den Wettbewerben und den Ablauf dieser Wettbewerbe. Der Ausschuss besteht aus dem Vorsitzenden Gerald Kessing sowie Vertretern der Liga, der Landesverbände und der Schiedsrichter.

## Geschichte
Der Deutsche Volleyball-Verband wurde 1955 in Kassel vom ersten Präsidenten Johannes Zeigert (später Ehrenpräsident) gegründet. 1956 nahmen die Bundesrepublik Deutschland und die Deutsche Demokratische Republik mit der Frauen- und Männer-Nationalmannschaft an einer Weltmeisterschaft teil. Am 9. Dezember 1990 folgte in West-Berlin die Zusammenlegung mit dem Deutschen Sportverband Volleyball der DDR (DSVB). Der Sitz der Organisation befindet sich heute in Frankfurt am Main.
Im Jahr 1982 waren im DVV 3.699 Vereine und 291.618 Mitglieder an. Die Zahlen stiegen bis Ende der 1990er Jahre kontinuierlich an und erreichten in dieser Zeit mit mehr als 5.400 Vereinen und rund 530.000 Mitgliedern ihren bisherigen Höhepunkt. 2021 gehörten 6.221 Vereine und 382.784 Mitglieder zum DVV.

### Präsidenten
| Jahr      | Name                |
| --------- | ------------------- |
| 1955–1964 | Johannes Zeigert    |
| 1964–1973 | Artur Eßlinger      |
| 1973–1977 | Josef Harzheim      |
| 1977–1979 | Gerhard Dürrwächter |
| 1979–1990 | Roland Mader        |
| 1991      | Jörg Schwenk        |
| 1991–1995 | Rolf Andresen       |
| 1995–1997 | Steffie Schnoor     |
| 1997–2012 | Werner von Moltke   |
| 2012–2018 | Thomas Krohne       |
| 2018–2023 | René Hecht          |
| 2023–     | Markus Dieckmann    |

| Jahr      | Name             |
| --------- | ---------------- |
| 1951–1953 | Werner Selchow   |
| 1953–1954 | Günther Ehmke    |
| 1954–1963 | Wolfgang Sellin  |
| 1963–1989 | Günter Trötschel |
| 1989–1990 | Klaus Helbig     |

## Stiftung Deutscher Volleyball
Zur nationalen Förderung der Sportart hat der DVV die Stiftung Deutscher Volleyball (SDV) gegründet. Das Kuratorium der Stiftung besteht aus Personen, die aus dem Sport, der Wirtschaft und anderen Bereichen des öffentlichen Lebens. Vertreter des DVV, der Landesverbände und des Kuratoriums bilden den Vorstand. Ihre Aufgaben sieht die Stiftung in der Unterstützung von Spitzen- und Nachwuchssportlern, der Bereitstellung von Materialien für Lehre und Öffentlichkeitsarbeit, der Pflege internationaler Beziehungen und sportmedizinischer Projekte. Der Sitz der Stiftung befindet sich in Oberschleißheim.